# Пресоціальність

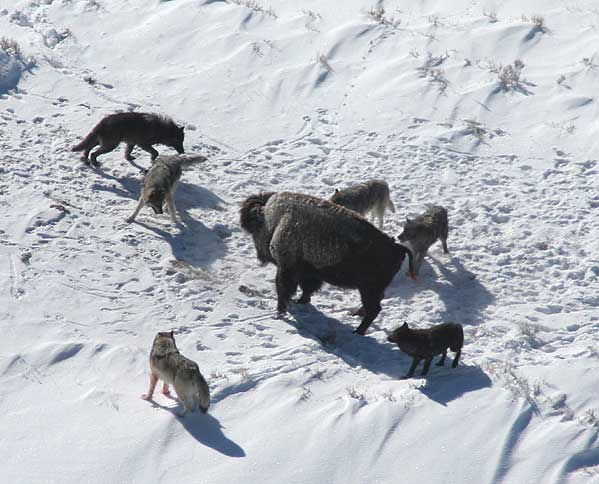
Вовки живуть і полюють в пресоціальних зграях

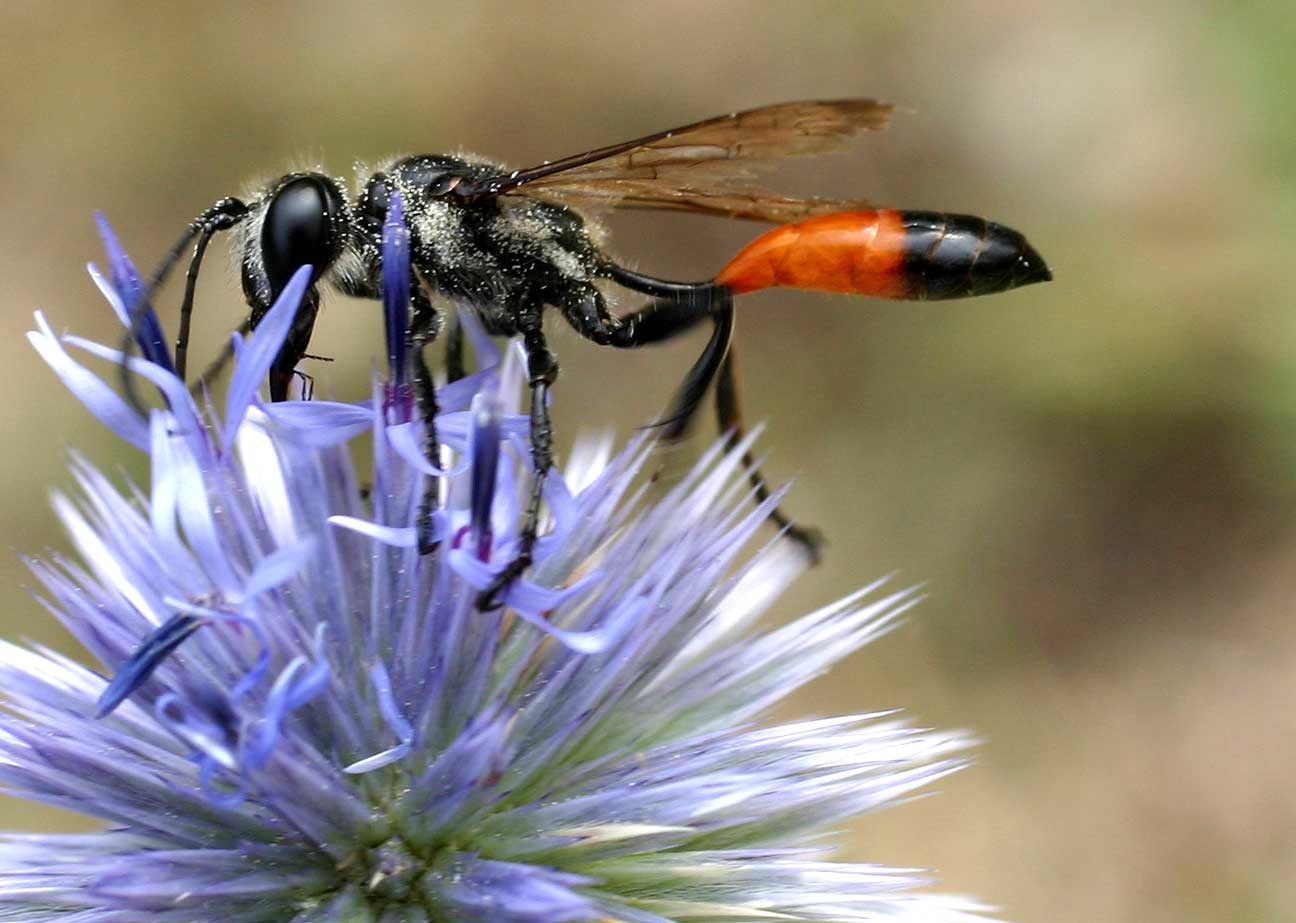
Оса родини Риючих ос (Sphecidae), яка включає багато примітивних соціальних видів

Пресоціальність — феномен, коли тварини виявляють більше взаємодій, ніж просто статеві з особинами одного виду, але цих тварин ще не можна класифікувати як еусоціальних. Тобто, пресоціальні тварини можуть співжити, мати кооперативний догляд за потомством, чи примітивний розподіл праці, але вони не виявляють усіх необхідних рис еусоціальних тварин, а саме:
1. перекриття дорослих поколінь,
2. репродуктивний розподіл праці,
3. кооперативний догляд за потомством.

Пресоціальна поведінка набагато поширеніша в тваринному царстві, ніж еусоціальна. Приклади включають вовчі, які живуть в зграях, багатьох комах, особливо перетинчастокрилих, людей, багато птахів, шимпанзе тощо.

## Види пресоціальності
Деякі соціобіологи виділяють такі види пресоціальності:
- Субсоціальність — батьки взаємодіють з потомством.
- Парасоціальність — особина одного покоління живе поодиноко, або кооперативно та взаємодіє з іншими особинами.
  - Комунальність — кожен індивід турбується лише про власне потомство.
  - Квазісоціальність — індивіди турбуються кооперативно про все потомство, всі члени колонії є репродуктивними.
  - Семісоціальність — обмежена група особин розмножується, але організація колонії не є еусоціальною. Дорослі покоління можуть не перекриватись, репродуктивна домінантність (можливість розмножуватись) може бути тимчасовою тощо.

Еволюційний шлях до кожного виду соціальності дуже варіює між різними групами тварин.

## Пресоціальність і дарвінізм
Соціальність загалом може здаватись явищем, яке суперечить еволюційній теорії Дарвіна. Сам Дарвін вважав цей феномен серйозним викликом своїй теорії. Однак сучасна соціобіологія може пояснити багато випадків соціальної поведінки.
Так, вважається, що серед представників родини Риючих ос (Vespidae) субсоціальна поведінка виникла в результаті тиску хижаків. Тобто, коли самка лишається доглядати за своїм потомством у виводковій комірці, це знижує шанси на те, що хижаки атакують гніздо.
Інші причини можуть призвести до еволюції пресоціальності. Нестача ресурсів, доступних для зграї вовків дає змогу виростити лише один виводок, навіть з допомогою усієї зграї. Ці умови дозволють розмножуватись лише альфа-самцю і -самці. Тоді нерепродуктивні члени зграї фокусують усі зусилля на догляді за одним виводком.